# Pegoscapus
Espèce
Pegoscapus est un genre regroupant des espèces de petits hyménoptères de la  famille des Agaonidae. 

## Distribution
C'est un genre endémique des Amérique. On le trouve de la Floride et du Mexique au nord à l'Argentine au sud. 

## Description
Il a un mutualisme obligatoire avec les espèces de figuiers qu'ils pollinisent. Pegoscapus pollinise les espèces de la section Americana du sous-genre Urostigma.
Le genre est estimé à 28 millions d'années le séquençage nucléotidique de la cytochrome oxydase et à plus de 20 millions d'années sur une mouche fossile trouvée dans l'ambre en République dominicaine.

## Liste des espèces
- Pegoscapus aemulus (Grandi, 1938)
- Pegoscapus aerumnosus (Grandi, 1938)
- Pegoscapus aguilari (Grandi, 1919)
- Pegoscapus amabilis (Grandi, 1938)
- Pegoscapus ambiguus (Grandi, 1938)
- Pegoscapus argentinensis (Blanchard, 1944)
- Pegoscapus assuetus (Grandi, 1938)
- Pegoscapus astomus (Grandi, 1920)
- Pegoscapus attentus (Grandi, 1952)
- Pegoscapus bacataensis Jansen & Sarmiento, 2008
- Pegoscapus baschierii (Grandi, 1952)
- Pegoscapus bifossulatus (Mayr, 1885)
- Pegoscapus brasiliensis (Mayr, 1885)
- Pegoscapus bruneri (Grandi, 1934)
- Pegoscapus cabrerai (Blanchard, 1944)
- Pegoscapus carlosi (Ramírez, 1970)
- Pegoscapus clusiifolidis Schiffler & Azevedo, 2002
- Pegoscapus cumanensis (Ramírez, 1970)
- Pegoscapus danorum (Hoffmeyer, 1932)
- Pegoscapus elisae (Grandi, 1936)
- Pegoscapus estherae (Grandi, 1919)
- Pegoscapus flagellatus Wiebes, 1983
- Pegoscapus flaviscapa (Ashmead, 1904)
- Pegoscapus franki Wiebes, 1995
- Pegoscapus gemellus Wiebes, 1995
- Pegoscapus grandii (Hoffmeyer, 1932)
- Pegoscapus groegeri Wiebes, 1995
- Pegoscapus herrei Wiebes, 1995
- Pegoscapus hoffmeyeri (Grandi, 1934)
- Pegoscapus ileanae (Ramírez, 1970)
- Pegoscapus insularis (Ashmead, 1900)
- Pegoscapus jimenezi (Grandi, 1919)
- Pegoscapus kraussi (Grandi, 1952)
- Pegoscapus longiceps Cameron, 1906
- Pegoscapus lopesi (Mangabeira Filho, 1937)
- Pegoscapus mariae (Ramírez, 1970)
- Pegoscapus mexicanus (Ashmead, 1904)
- Pegoscapus obscurus (Kirby, 1890)
- Pegoscapus orozcoi (Ramírez, 1970)
- Pegoscapus peritus Peñalver & Engel, 2006
- Pegoscapus philippi (Grandi, 1936)
- Pegoscapus piceipes (Ashmead, 1900)
- Pegoscapus silvestrii (Grandi, 1919)
- Pegoscapus tomentellae Wiebes, 1983
- Pegoscapus tonduzi (Grandi, 1919)
- Pegoscapus torresi (Grandi, 1920)
- Pegoscapus tristani (Grandi, 1919)
- Pegoscapus urbanae (Ramírez, 1970)
- Pegoscapus williamsi (Grandi, 1923)

## Référence
Cameron, 1906 : Algunos Himenópteros (la mayoria no descrita) coleccionados por el profesor Baker en Cuba. Informe anual. Estacion central agronomica de Cuba, vol. 1906, p. 275-285.